# Bruinruggoudmus
De bruinruggoudmus (Passer luteus) is een zangvogel uit de familie van mussen (Passeridae).

## Kenmerken
Deze 12-13 cm grote vogel heeft een goudgele kop, bef, borst, buik en een donkerdere achterkop, onderlijf en flanken. De rug is chocoladebruin, net als de schouderveren. De kleine, zwartbruine vleugeldekveren zijn licht gezoomd en de grote, bruine slagpennen bevatten helderwitte zomen. De stuit heeft een bruingeelgroene kleur. De staart is bruin en bevat geelgezoomde toppen. De vogel heeft bruine ogen en een grijsbruine snavel en poten. Het schedeltje van het vrouwtje is lichtgrijs gekleurd en heeft geelbeige wangen, bef en borst met een vuilwitte buik. De stuit en rug zijn lichtbruin. De beigebruine vleugels zijn wit gezoomd en de bruingrijze staart bevat witgezoomde veren. De staartwortel is groengrijs gekleurd.

## Verspreiding en leefgebied
Deze soort komt voor van Mauritanië tot Senegal, Burkina Faso, Soedan en noordelijk Ethiopië.